# AKB 호러나이트 아드레날린의 밤
《AKB 호러나이트 아드레날리의 밤》(일본어: AKBホラーナイト アドレナリンの夜 에이케이비호라나이토아도레나린노요루[*])는 2015년 10월 8일부터2016년 3월 17일까지 매주 목요일 1시 41분에 1시 56분(수요일 심야)까지 TV 아사히에서 방송된 드라마이다.

## 개요
아키모토 야스시의 호러 단편집 《아드레날린의 밤》을 베이스로 오리지널 스토리를 더하여서 AKB48 그룹 멤버 41명이 매주 2권(지상파 방송판과 넷 오리지널판), 1명씩 주연을 맡는 호러 드라마이다..
본 작품은 2016년 봄에 방송되는 연속극의 여주인공 오디션도 겸하고 있으며, 멤버가 주연하는 모든 회가 끝난 후, 시청자와 심사원으로부터의 투표에 의해서 연속극으로 자리를 획득한다..
매주 방송 완료 후, 지상파 방송판 및 오리지널판이 넷 영상 배포 서비스 au비디오패스 및 테레 아시히 동영상에서 배포된다.

## 캐스트
- AKB48 그룹 멤버

## 방송 일정
| 화수 | 화수   | 방송일 /배포일  | 제목                                                | 주연                                                | 감독                                                | 각본                                                | 비고      |
| 전체 | 지상파 | 방송일 /배포일  | 제목                                                | 주연                                                | 감독                                                | 각본                                                | 비고      |
| ---- | ------ | --------------- | --------------------------------------------------- | --------------------------------------------------- | --------------------------------------------------- | --------------------------------------------------- | --------- |
| 1    | 1      | 2015년 10월 8일 | 가위(ハサミ)                                        | 키자키 유리아                                       | 니노미야 타카시                                     | 오카모토 타카야                                     |           |
| 2    | ─      | 2015년 10월 8일 | 수프(スープ)                                        | 스다 아카리                                         | 니노미야 타카시                                     | 오카모토 타카야                                     |           |
| 3    | 2      | 10월 15일       | 맡긴 것(預かりもの)                                 | 야마모토 사야카                                     | 니노미야 타카시                                     | 카와베 유코                                         | [ 주 2 ]  |
| 4    | ─      | 10월 15일       | 잘못 걸린 전화(間違い電話)                          | 후루하타 나오                                       | 니노미야 타카시                                     | 오카모토 타카야                                     |           |
| 5    | 3      | 10월 22일       | 도펠겡어(ドッペルゲンガー)                          | 미야와키 사쿠라                                     | 이노우에 유스케                                     | 하세가와 케이이치                                   |           |
| 6    | ─      | 10월 22일       | 좀(シミ)                                            | 오바 미나                                           | 니노미야 타카시                                     | 카와베 유코                                         |           |
| 7    | 4      | 10월 29일       | 엘리베이터(エレベーター)                            | 와타나베 마유                                       | 이노우에 유스케                                     | 오카모토 타카야                                     | [ 주 3 ]  |
| 8    | ─      | 10월 29일       | 신랑인형(花婿人形)                                  | 스토 리리카                                         | 이노우에 유스케                                     | 히토시즈쿠 라이온                                   |           |
| 9    | 5      | 11월 5일        | 생중계(生中継)                                      | 와타나베 미유키                                     | 타키 유스케                                         | 카와베 유코                                         | [ 주 4 ]  |
| 10   | ─      | 11월 5일        | 드라이브(ドライブ)                                  | 타노 유카                                           | 타키 유스케                                         | 오카모토 타카야                                     |           |
| 11   | 6      | 11월 12일       | FAX                                                 | 이리야마 안나                                       | 이노우에 유스케                                     | 오카모토 타카야                                     | [ 주 5 ]  |
| 12   | ─      | 11월 12일       | 할머니(おばあちゃん)                                | 오시마 료카                                         | 이노우에 유스케                                     | 오카모토 타카야                                     |           |
| 13   | 7      | 11월 19일       | 점점(ドンドン)                                      | 카시와기 유키                                       | 타키 유스케                                         | 야마오카 준페이                                     |           |
| 14   | ─      | 11월 19일       | 동영상 업로드(動画投稿)                             | 다카야나기 아카네                                   | 타키 유스케                                         | 카와베 유코                                         |           |
| 15   | 8      | 11월 26일       | 혈(穴)                                              | 시로마 미루                                         | 타키 유스케                                         | 오카모토 타카야                                     |           |
| 16   | ─      | 11월 26일       | 히로인(ヒロイン)                                    | 토모나가 미오                                       | 니노미야 타카시                                     | 히토시즈쿠 라이온                                   |           |
| 17   | 9      | 12월 3일        | 룸 셰어(ルームシェア)                               | 코다마 하루카                                       | 니노미야 타카시                                     | 모리구치 유스케                                     |           |
| 18   | ─      | 12월 3일        | 고액 당선(高額当選)                                 | 시바타 아야                                         | 타키 유스케                                         | 카와베 유코                                         |           |
| 19   | 10     | 12월 10일       | 보은(恩返し)                                        | 타니구치 메구                                       | 니노미야 타카시                                     | 모리구치 유스케                                     | [ 주 6 ]  |
| 20   | ─      | 12월 10일       | 남자친구의 생가(彼氏の実家)                         | 모리야스 마도카                                     | 니노미야 타카시                                     | 야마오카 준페이                                     |           |
| 21   | 11     | 12월 17일       | 언니(おねえちゃん)                                  | 무카이치 미온                                       | 니노미야 타카시                                     | 카와베 유코                                         |           |
| 22   | ─      | 12월 17일       | 선생님, 싫어(先生、嫌い)                            | 코지마 하루나                                       | 니노미야 타카시                                     | 히토시즈쿠 라이온                                   |           |
| 23   | 12     | 12월 24일       | 1명 더, 있어(もうひとり、いる)                      | 카토 레나                                           | 니노미야 타카시                                     | 야마모토 키요시                                     |           |
| 24   | ─      | 12월 24일       | 오르골(オルゴール)                                  | 시마자키 하루카                                     | 니노미야 타카시                                     | 나카모토 노보루                                     |           |
| 25   | 13     | 2016년 1월 7일  | ８                                                  | 다카하시 미나미                                     | 니노미야 타카시                                     | 히토시즈쿠 라이온                                   | [ 주 7 ]  |
| 26   | ─      | 2016년 1월 7일  | 친구 때문에(友のために)                             | 코지마 마코                                         | 니노미야 타카시                                     | 카와베 유코                                         |           |
| 27   | 14     | 1월 14일        | 사무(死舞)                                          | 후지타 나나                                         | 니노미야 타카시                                     | 히토시즈쿠 라이온                                   | [ 주 8 ]  |
| 28   | ─      | 1월 14일        | 심령 스팟(心霊スポット)                             | 무토 토무                                           | 니노미야 타카시                                     | 오카모토 타카야                                     |           |
| 29   | 15     | 1월 21일        | 태교(胎教)                                          | 키타하라 리에                                       | 이노우에 유스케                                     | 모리구치 유스케                                     |           |
| 30   | ─      | 1월 21일        | 동창회(同窓会)                                      | 미야자키 미호                                       | 야기 타케시                                         | 하세가와 케이이치                                   |           |
| 31   | 16     | 1월 28일        | 또 한 사람의 면회인(もう一人の面会人)               | 사시하라 리노                                       | 니노미야 타카시                                     | 하세가와 케이이치                                   |           |
| 32   | ─      | 1월 28일        | 얼굴 인증(顔認証)                                   | 야부시타 슈                                         | 마루야 슌페이                                       | 야마오카 준페이                                     |           |
| 33   | 17     | 2월 4일         | 터널(トンネル)                                      | 마츠이 주리나                                       | 니노미야 타카시                                     | 오카모토 타카야                                     |           |
| 34   | ─      | 2월 4일         | 돌아가는 길(帰り道)                                 | 오카다 나나                                         | 이노우에 유스케                                     | 모리구치 유스케                                     |           |
| 35   | 18     | 2월 11일        | 클레임クレーム)                                     | 미네기시 미나미                                     | 오가타 미유키                                       | 카와베 유코                                         | [ 주 9 ]  |
| 36   | ─      | 2월 11일        | 점(占い)                                            | 나카노 이쿠미                                       | 이노우에 유스케                                     | 카와베 유코                                         |           |
| 37   | 19     | 2월 18일        | SNS                                                 | 야구라 후코                                         | 마루야 슌페이                                       | 야마오카 준페이                                     | [ 주 9 ]  |
| 38   | ─      | 2월 18일        | 낯선 가족(見知らぬ家族)                             | 오와다 나나                                         | 니노미야 타카시                                     | 하세가와 케이이치                                   |           |
| 39   | 20     | 2월 25일        | 숨바꼭질(かくれんぼ)                                | 타카하시 쥬리                                       | 니노미야 타카시                                     | 키타가와 요코                                       |           |
| 40   | ─      | 2월 25일        | 인형의 집(人形の家)                                 | 사카구치 나기사                                     | 이노우에 유스케                                     | 카와베 유코                                         |           |
| 41   | 21     | 3월 3일         | 리메이크(リメイク)                                  | 요코야마 유이                                       | 이노우에 유스케                                     | 야마모토 키요시                                     |           |
| 42   | ─      | 3월 3일         | 리메이크 (Another)(リメイク ～Another～)            | 요코야마 유이                                       | 이노우에 유스케                                     | 야마모토 키요시                                     |           |
| ─    | 22     | 3월 10일        | 특별편 “결과발표 직전 SP”(特別編「結果発表直前SP」) | 특별편 “결과발표 직전 SP”(特別編「結果発表直前SP」) | 특별편 “결과발표 직전 SP”(特別編「結果発表直前SP」) | 특별편 “결과발표 직전 SP”(特別編「結果発表直前SP」) |           |
| ─    | 23     | 3월 17일        | 최종회 “결과 발표 SP”(最終回「結果発表SP」)         | 최종회 “결과 발표 SP”(最終回「結果発表SP」)         | 최종회 “결과 발표 SP”(最終回「結果発表SP」)         | 최종회 “결과 발표 SP”(最終回「結果発表SP」)         | [ 주 10 ] |

### 결방
- 2015년 12월 31일 영화 《열쇠 도둑의 방법》(0:40 ~ 3:05) 방송으로 인해 결방.

## 스태프
- 기획 · 원작 - 아키모토 야스시 《아드레날린의 밤》(다케쇼보)
- 안내인 - 밋츠 망그로브
- 프로듀서 - 스기야마 노보루(TV 아사히), 스즈키 사치히로(TV 아사히), 마츠세 슌이치로(TV 아사히), 나카자와 스스무(오피스 크레센도)
- 제작 프로덕션 - 오피스 크레센도
- 제작 - TV 아사히

## 서적 정보
- 아키모토 야스시 《아드레날린의 밤: 주옥의 호러 스토리즈》(アドレナリンの夜　珠玉のホラーストーリーズ) 다케쇼보, 2009년 8월, ISBN 978-4812439197
- 아키모토 야스시 《아드레날린의 밤》 다케쇼보 문고, 2015년 10월, ISBN 978-4801905481)
내용은 《아드레날린의 밤: 주옥의 호러 스토리스》와 같음.
- 아키모토 야스시 원작 《아드레날린의 밤: 악몽의 우리》(アドレナリンの夜悪夢ノ檻) 다케쇼보 문고, 2016년 2월, ISBN 978-4-8019-0615-0
- 아키모토 야스시 원작 《아드레날린의 밤: 영곙이 저주》(アドレナリンの夜霊界ノ呪) 다케쇼보 문고, 2016년 2월, ISBN 978-4-8019-0635-8
- 아키모토 야스시 원작 《아드레날린의 밤: 엽기의 피》(アドレナリンの夜猟奇ノ血) 다케쇼보 문고, 2016년 2월, ISBN 978-4-8019-0636-5

### 출전
1. 1 2  “AKB48グループ、ホラードラマでメンバー40人が演技対決” [AKB48 그룹, 호러 드라마에서 멤버 40명이 연기 결정]. 나탈리. 2015년 9월 17일. 2015년 10월 10일에 확인함.
2. ↑  “AKB48：連ドラ主演を勝ち取るのは？ オーディション兼ねた40話オムニバスドラマ放” [AKB48: 연속극 주연을 쟁취하는 것은? 오디션을 겸한 40화 옴니버스 드라마 방송]. 만탄웹. 2015년 9월 16일. 2015년 12월 17일에 확인함.
3. 1 2  “AKB48・島崎遥香、主演女優オーディション制す” [AKB48 시마자키 하루카, 주연 여배우 오디션 제압하다]. 오리콘. 2016년 2월 17일. 2016년 2월 17일에 확인함.
4. ↑  “テレ朝・弘中アナ、本格ドラマ初挑戦 共演のNMBみるきー「Mステの時より輝いている」” [테레아사 히로나카 아나운서, 본격 드라마 첫 대전, 공연의 NMB 미루키 “M스테 때보다 빛나고 있다”]. oricon. 2015년 10월 7일. 2015년 10월 7일에 확인함.